# Элегантность ёжика
Элега́нтность ёжика (фр. L’Elégance du hérisson) — второй роман французской писательницы и профессора философии Мюриель Барбери. Вышел в 2006 году в издательстве «Галлимар» тиражом 700 тыс. экземпляров, став абсолютным бестселлером во Франции. Роман получил ряд литературных премий и был впоследствии переведен на 31 язык. В 2009 году он был экранизирован. В сумме было продано свыше двух миллионов экземпляров.
В книге описываются события из жизни консьержки Рене Мишель, чей умышленно скрытый интеллект обнаружила девочка-вундеркинд с неустойчивой психикой по имени Палома Жосс. Палома живёт в фешенебельном парижском жилом доме, где работает Рене.
Благодаря ряду эрудированных персонажей, «Элегантность ёжика» полна аллюзий на литературные произведения, музыку, фильмы и картины. Она включает в себя темы, касающиеся философии, классового сознания и личностного конфликта. События и идеи романа представлены через мысли и реакции двух рассказчиков, которые чередуются на протяжении всего романа: Рене и Паломы. В случае Паломы повествование принимает форму записей в журнале и философских размышлений. История Рене также рассказана от первого лица, но в более беллетристическом стиле и в настоящем времени.

## Сюжет
История вращается в основном вокруг персонажей Рене Мишель и Паломы Жосс, жительниц дома бизнес класса под номером 7 по улице Гренель — одной из самых элегантных улиц в Париже. Здание имеет внутренний двор и сад и разделено на восемь роскошных апартаментов, которые заняты буржуазными семьями.
Вдова Рене — консьержка. Она самоучка в литературе и философии, но скрывает это, чтобы сохранить работу и избежать осуждения арендаторов здания. Она делает вид, что является простой консьержкой, покупая типичные для её профессии продукты питания и включая низкосортное телевидение, но в то же время, в задней комнате, она вкушает изысканную пищу, слушает оперу и читает произведения Льва Толстого и Эдмунда Гуссерля. Бедность и внешняя непривлекательность обрекают её вести тёмную, лишённую иллюзий жизнь, притворяясь более глупой, чем на самом деле.
Двенадцатилетняя Палома живёт на пятом этаже с родителями и сестрой, которых она считает снобами. Девочка — вундеркинд, но она скрывает свой ум, чтобы избежать исключения из школы. Встревоженная привилегированными людьми вокруг себя, Палома решает, что жизнь бессмысленна, и что если она не может найти ради чего стоит жить за пределами «пустоты буржуазного существования», то она совершит самоубийство 16 июня, на её тринадцатый день рождения. Планируя сжечь квартиру, прежде чем умереть, Палома так же крадет мамины таблетки. В настоящее время она ведет журналы со своими наблюдениями за внешним миром, в том числе и за Рене.
Палома является единственным арендатором, кто подозревает об изысканности Рене, они «пересекаются друг с другом, но не видят друг друга», по словам англ. Elisabeth Vincentelli из Time Out. Несмотря на то, что они разделяют интересы в философии и литературе, ничего не происходит между ними до смерти знаменитого ресторанного критика, который жил в их доме. Японский бизнесмен по имени Какуро Одзу, с которым Рене и Палома подружились, делится впечатлением о Рене с Паломой. По мнению девочки, консьержка «такая же простая, как и ёжик, но изысканная внутри» (англ. "same simple refinement as the hedgehog").
К концу романа, Рене выходит из своей внутренней замкнутости. Она погибает так же, как Ролан Барт, — её сбивает фургон химчистки. Это опустошает Палому и Одзу.

## Герои
Рене Мишель
Рене Мишель — 54-летняя женщина, «вдова, некрасивая, толстая, маленького роста», в 12 лет бросила школу и стала работать по дому и в поле, в 17 вышла замуж. Работает в течение 20 лет консьержкой в элитном доме по адресу дом № 7 на улице Гренель. Живет одна, с котом. Её единственная отрада — чтение. Она «проглатывает» книги.
Палома Жосс
Палома Жосс — девочка-вундеркинд 12 лет, из богатой семьи. Отец Паломы — депутат, раньше был министром, мать — доктор филологических наук. Палома любит Японию, изучает язык этой страны и увлекается чтением манги. Она старается не блистать своей гениальностью ни в школе, ни дома, так как считает, что люди просто не поймут этого. Хочет покончить жизнь самоубийством в своей тринадцатый день рождения.

## Экранизация
В 2008 году по роману был поставлен французский художественный фильм под названием «Ёжик» (фр. "Le hérisson"), который вышел на экраны во Франции в июле 2009 года. В фильме снялись Жозиан Баласко в роли Рене и Геренс Ле Гийермик в роли Паломы. Того Игава сыграл Какуро Одзу. Музыку создал Габриэль Яред. Права на фильм были приобретены компанией NeoClassics Film. Картина, положительно встреченная критиками, завоевала 9 наград.

## Восприятие
Несмотря на слабую реакцию критики вначале, за первый же год книга завоевала большую популярность во Франции.
В своей рецензии в журнале The Observer британская журналистка и писательница Вив Гроскоп признала роман умным, информативным и волнующим, назвав его «по сути кратким курсом философии, вплетённым в историю платонической любви».